# Alessandro Baricco
Alessandro Baricco (Torí, 25 de gener de 1958) és un escriptor italià que col·labora habitualment amb els mitjans de comunicació fent crítica musical. Ha impartit classes d'escriptura creativa i ha guanyat el Prix Médicis, entre altres guardons. És un dels exponents de la narrativa italiana contemporània, traduït arreu del món. El seu llibre Seda, publicat amb Anagrama, ha venut gairebé mig milió de còpies en espanyol.
Dins el món del cinema, el 1995 va interpretar la pel·lícula Il cielo è sempre più blu, d'Antonello Grimaldi. L'any 2008 va dirigir el seu primer film, Lezione ventuno.

## Obres
Aquestes són algunes de les obres de Baricco. Entre parèntesis s'esmenta la primera edició de la traducció al català, quan n'hi ha.
- 1988: Il genio in fuga: Due saggi sul teatro musicale di Gioachino Rossini.
- 1991: Castelli di rabbia (traducció de Mercè Canela: Terres de vidre. Barcelona: La Magrana, 1998).
- 1992: L'anima di Hegel e le mucche del Wisconsin.
- 1993: Oceano mare (traducció de Mercè Canela: “Oceà”. Barcelona: La Magrana, 1997).
- 1994: Novecento: un monologo (traducció de Mercè Canela: “Novecento: un monòleg”. Barcelona: La Magrana, 2000).
- 1996: Seta (traducció de Mercè Canela: Seda. Barcelona: La Magrana, 1997).
- 1999: City (traducció d'Albert Mestres: “City”. Barcelona: La Magrana, 2000).
- 2002: Next: Piccolo libro sulla globalizzazione e sul mondo che verrà (traducció d'Anna Casassas: “Next: Petit llibre sobre la globalització i el món que es prepara”. Barcelona: La Magrana, 2002).
- 2002: Senza sangue (traducció d'Anna Casassas: “Sense sang”. Barcelona: La Magrana, 2003).
- 2004: Omero: Iliade (traducció d'Anna Casassas: “Homer: Ilíada”. Barcelona: La Magrana, 2005).
- 2005: Questa storia (traducció de Josep Alemany: “Aquesta història”. Barcelona: La Magrana, 2007).
- 2006: I Barbari: Saggio sulla mutazione.
- 2009: Emmaus (traducció de Laia Fons i Mateu: Emmaús. Barcelona: La Magrana, 2011).
- 2011: Mr Gwyn (traducció d'Helena Aguilà: Mr. Gwin. Barcelona: La Magrana, 2012).
- 2012: Tre volte all'alba (traducció d'Helena Aguilà: Tres vegades a l'alba. Barcelona: La Magrana i Anagrama, 2013).[3]
- 2018: The Game.
- 2021: Quel che stavamo cercando - 33 Frammenti. Publicat en castellà per Anagrama com Lo que estábamos buscando.
- 2022: La Via della Narrazione.